# Я — Іван, ти — Абрам
«Я — Іван, ти — Абрам» (рос. «Я — Иван, ты — Абрам») — французько-білоруський художній фільм 1993 року режисера Іоланди Зоберман. 

## Сюжет
1930-ті роки перед єврейським погромом в прикордонному містечку Польщі, який став своєрідною еміграційною зоною. Два підлітка — Іван і Абрам — тікають від диктату дорослих у велике життя. На розшуки втікачів вирушають сестра Абрама Рахіль і її наречений, комуніст-підпільник Аарон, для яких це доручення — лише можливість разом провести щасливі дні...

## У ролях
- Роман Олександрович
- Саша Яковлєв
- Володимир Машков
- Марія Липкина
- Елен Лапіовер
- Олександр Калягін
- Ролан Биков
- Зиновій Гердт
- Даніель Ольбрихський
- Олег Янковський
- Айліка Кремер
- Олексій Серебряков
- Валерій Івченко
- Олексій Горбунов
- Армен Джигарханян

## Творча група
- Сценарій: Іоланда Зоберман
- Режисер: Іоланда Зоберман
- Оператор:
- Композитор: